# Джон Обрі
Джон Обрі (англ. John Aubrey, 12 березня 1626 — 7 червня 1697) — англійський письменник і антиквар, відомий насамперед як біограф великих англійців, а вже потім — як перший дослідник багатьох британських пам'яток давнини, зокрема Стоунхенджу.

## Життєпис
Народився в Істон Пірсі, поруч з Мальмсбері.
Закінчив Оксфордський університет, працював судовим повіреним. Багато подорожував Європою та Англією, збираючи «старожитності». У 1663 році був обраний членом Королівського товариства. Серед його численних друзів — Крістофер Рен і Томас Гоббс. За життя опублікував лише одну книгу — «Суміш» (1696). Матеріали з природничої історії Суррея і Вілтшира побачили світ вже після його смерті.

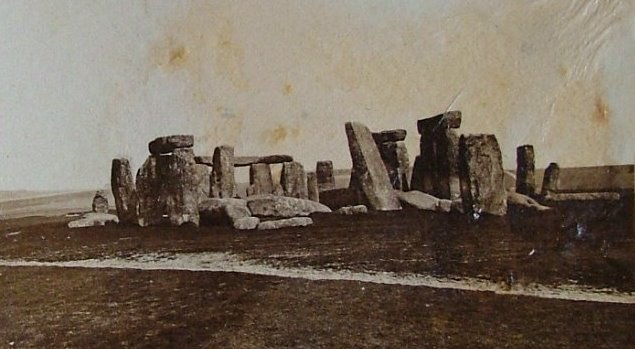
Одна з перших фотографій Стоунхенджа, липень 1877 року

Джон Обрі здійснив перше наукове обстеження Стоунхенджа. Під час розкопок землі навколо кам'яного кільця він виявив під землею ями з подрібненою крейдою. Ці ями отримали згодом назву «лунок Обрі». Лунки віддалені одна від одної на однакову відстань, їх загальна кількість 56. Лунки Обрі мають велике значення у визначенні функцій споруди в цілому.
У 1667 р. на замовлення історика Ентоні Вуда почав збирати біографічні відомості про випускників Оксфорда. Ці цікаві збірки чуток і анекдотів вперше побачили світ лише у 1813 році. Найповніше видання у 2 томах було підготовлене видавництвом Clarendon Press у 1898 році.
Помер в м. Оксфорд.